# Megarthrus zulu
Espèce
Megarthrus zulu est une espèce de coléoptères de la famille des Staphylinidae et de la sous-famille des Proteininae.

## Répartition et habitat
Cette espèce est décrite du Lesotho et d'Afrique du Sud.